# 제1함대 (오스트레일리아)

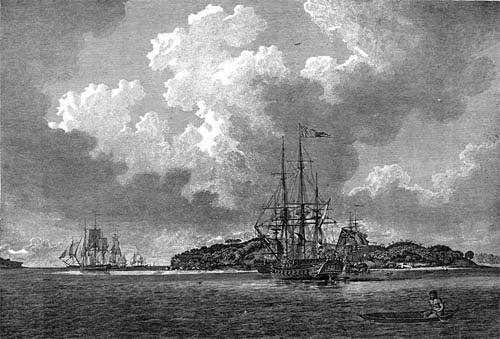

제1함대(First Fleet)는 정착자들을 오스트레일리아 본토로 보낸 영국 선박 11척을 일컫는 표현으로, 제1함대를 통해 유럽인의 오스트레일리아 식민지화가 시작했다. 제1함대는 아서 필립이 지휘했으며 해군 선박 두 척, 군수 물자 수송선 3척, 죄수 운반선 6척을 포함한다. 1787년 5월 13일 장교, 해병, 선원, 자유 정착민, 죄수 총합 1,420명이 포츠머스를 떠나 250일 간 24,000km를 넘게 항해하여 1788년 1월 18일 보터니만에 도착했다. 1대 오스트레일리아 총독이 될 아서 필립은 보터니만 대신 그 북쪽에 있는 포트 잭슨을 새로운 식민지로서 선정했다. 1788년 1월 26일 하선하여 오스트레일리아에서의 영국의 첫 정착지가 된 형벌 식민지인 뉴사우스웨일스 식민지 건설을 시작했다.